# Camponotus foleyi
Camponotus foleyi é uma espécie de inseto do gênero Camponotus, pertencente à família Formicidae.